# Brahmenau
Brahmenau is een gemeente in de Duitse deelstaat Thüringen, en maakt deel uit van de Landkreis Greiz.
Brahmenau telt 900 inwoners.